# Ringlav
Ringlav (Evernia divaricata) är en lavart som först beskrevs av Linné, och fick sitt nu gällande namn av Erik Acharius. Ringlav ingår i släktet Evernia och familjen Parmeliaceae.  Arten är reproducerande i Sverige. Inga underarter finns listade i Catalogue of Life.